# Jean Panon Desbassayns de Richemont
Pour les autres membres de la famille, voir Famille Panon Desbassayns de Richemont.
Jean Panon Desbassayns de Richemont, dit Jean de Richemont, né à Paris 16e le 9 avril 1911, décédé à Paris 16e le 15 juillet 1981, était un avocat et juriste français, chevalier de Légion d'honneur, croix de guerre 1939-1945.

## Biographie
Le bâtonnier Louis Pettiti dit à son propos :
« Sa forte personnalité se manifestait dans tous les domaines. A la Barre, ses confrères appréciaient sa combativité et même sa rudesse dans l'argumentation, quand celle-ci était nécessaire à la défense des intérêts de son client ou de sa cause. »
Il organisa avec René Cassin et l'abbé Pierre des conférences sur les Droits de l'homme. Il fut le défenseur de Dominique Cabanne de Laprade, participant à l'attentat de Pont-sur-Seine contre le Général de Gaulle.
Il fonda une HLM privée à Paris 15e.
Il réinstaura la rosière Richemont à Suresnes, après la seconde guerre mondiale avec le Maire de l'époque, Louis Bert.
Il épousa Cécile Moreau de La Bruchollerie, cousine de la pianiste réputée Monique de La Bruchollerie. Tous deux ont eu comme enfants :
- Patrick de Richemont
- Yves de Richemont
- Monique de Richemont
- Henri  de Richemont
- Edithe de Richemont

### Principaux ouvrages
Il a écrit des ouvrages sur la Communauté européenne, notamment :
- L'Europe devant l'indépendance belge ;
- Communauté européenne du charbon et de l'acier;
- La cour de justice : Code annoté, guide pratique::. Préface de M. le bâtonnier Jacques Charpentier et Jacques Charpentier, 1954 ;
- L'Europe devant l'indépendance belge : préf. de René Hislaire et de A. de La Pradelle, 1939 ;
- L'Intégration du droit communautaire dans l'ordre juridique interne : Article 177 du traité de Rome, 1975 ;Préface de Marc Ancel, membre de l'Institut de France.
- La notion d'entreprise dans le droit des communautés européennes  1964 ;
- Les modifications du droit en matière de baux ruraux : Commentaire juridique de la loi du 13 avril 1946 .
- Père de Foucauld. Abbé Huvelin. Correspondance inédite. Préface de S. E. le Cardinal Feltin. Mise en texte, notes et index de l'abbé Jean-François Six. Avant-propos du Comte de Richemont et du Vte Jean de Richemont par Jean-François Six, Charles de Foucauld, Marie-Joseph-Philippe dit Henri Huvelin, et Henri Huvelin 1957)

### Distinction
- Chevalier de la Légion d'honneur